# Aziz Ouhadi
Aziz Ouhadi (ur. 24 lipca 1984 w Al-Chamisat) – marokański lekkoatleta specjalizujący się w biegach sprinterskich.
W 2007 brał udział w igrzyskach panarabskich. Startował na mistrzostwach Afryki 2008, gdzie zajął 7. miejsce w finale biegu na 100 metrów. Rok później, na tym samym dystansie, zdobył srebrny medal podczas igrzysk frankofońskich w Bejrucie. Uplasował się na 4. pozycji w finale igrzysk śródziemnomorskich we włoskiej Pescarze. Odpadł w eliminacjach biegu na 100 m podczas mistrzostw świata w Berlinie. Biegł w finałach biegów na 100 i 200 metrów podczas mistrzostw Afryki w 2010. Rok później zdobył dwa srebrne medale wojskowych igrzysk sportowych w Rio de Janeiro. Biegł w półfinale mistrzostw świata w Daegu. Pod koniec 2011 zajął 3. miejsce w biegu na 100 metrów podczas igrzysk panarabskich w Dosze. W półfinale biegu na 60 metrów podczas halowych mistrzostw świata, Ouhadi ustanowił nowy rekord swojego kraju – 6,68. W finale uzyskał gorszy rezultat i skończył rywalizację na 8. miejscu. Startował w eliminacjach biegu na 200 metrów w trakcie trwania igrzysk olimpijskich w Londynie, lecz 6. miejsce w swoim biegu nie dało mu awansu do półfinału. W maju 2013 zdobył złoto i srebro na mistrzostwach panarabskich. W 2015 sięgnął po brązowy medal światowych wojskowych igrzysk sportowych. Ouhadi jest wielokrotnym mistrzem i rekordzistą Maroka.

## Rekordy życiowe
- Bieg na 60 metrów (hala) – 6,68 (10 marca 2012, Stambuł) – rekord Maroka
- Bieg na 100 metrów – 10,09 (28 maja 2011, Dakar) – rekord Maroka
- Bieg na 200 metrów – 20,50 (10 czerwca 2012, Brazzaville) – rekord Maroka